# Нагаока
Нагао́ка (яп. 長岡市 нагаока-си) — особый город Японии на острове Хонсю, в префектуре Ниигата. Площадь города составляет 890,91 км², население — 276 483 человека (1 августа 2014), плотность населения — 310,34 чел./км².
Город расположен в южной части равнины Этиго, центр города лежит на берегах Синано, длиннейшей реки Японии. На севере муниципальная территория города выходит к Японскому морю.
В XIV веке (период Намбокутё) в стратегически важном месте на реке Синано был построен замок Дзаодо. В 1616 году город был перенесён на более безопасное место, не так страдавшее от наводнений. Городом правил род Макино, имевший доход в 74 тыс. коку. Нагаока являлась центром одноимённого княжества и процветала благодаря доходам от перевозок по Синано.
В начале XX века города начал быстро развиваться благодаря добычи нефти из скважины Хигасияма. Нагаока сильно пострадала от бомбардировок во Второй мировой, но продолжила развиваться. Основой экономики являются предприятия по производству станков, нефтехимического оборудования и продуктов питания.
Аванпорт — Касивадзаки (Японское море).
Нагаока является важным транспортным узлом, через него проходят железнодорожные линии и дороги национального значения № 352 и 403.